# Camera Obscura (boek)
Camera Obscura is een verhalenbundel uit 1839 geschreven door Nicolaas Beets onder het pseudoniem Hildebrand. Beets schreef de meeste stukken in 1837 als student godgeleerdheid in Leiden. Hij bleef tijdens de jaren daarna vaak verhalen toevoegen aan het werk, waardoor dit pas in 1871 zijn definitieve vorm kreeg.

## Inhoud
Het boek geeft een beeld van het Nederland van de trekschuit en de postkoets, waar rond die tijd gewerkt werd aan de eerste spoorlijn. Het bekendste gedeelte van het boek is dat over de familie Stastok. Hierin gaat Hildebrand logeren bij een oom en tante die de vleesgeworden burgermensen zijn uit het begin 19e eeuw. Schrijnend is "Het diakenhuismannetje vertelt zijn verhaal", dat blijk geeft van inzicht van de schrijver in de wantoestanden in zijn tijd. 

## Ontvangst
De Camera Obscura is van meet af aan een populair boek geweest. Toch hadden een anonieme recensent in 1840 en E. Potgieter in 1841 een kritische bespreking. Het grootste probleem dat zij met het boek hebben is de werkelijkheidsbeschrijving in het boek. Het blijft bij beschrijven en kent geen enkele boodschap voor de lezer. Ondanks het talent dat Nicolaas Beets volgens beide recensenten heeft, zet hij dit verkeerd in en daarom krijgt zijn boek een negatieve beoordeling.
Het sentiment slaat echter al snel om en vanaf de jaren 50 van de negentiende eeuw schrijft men enkel nog positief over het boek. De illustraties die worden toegevoegd zijn wel onderwerp van discussie, maar het boek heeft een bijna onaantastbare status. Het aantal argumenten dat wordt gebruikt om tot een positief oordeel te komen loopt terug. Rond 1900 verschijnen er zelfs diverse recensies waarin geen enkel argument wordt aangedragen om een positief oordeel te onderbouwen.
Deze situatie duurt voort tot 1910, wanneer Albert Verwey een recensie schrijft waarin hij de status van de Camera Obscura als volksboek aanvalt. Vanaf dat moment verandert de manier waarop er wordt geschreven over Hildebrands boek. Een proces dat eind negentiende eeuw al voorzichtig was begonnen zet nu door: de recensies gaan steeds nauwer aansluiten bij de herdruk naar aanleiding waarvan ze verschijnen.

## Drukgeschiedenis
Illustraties werden in de druk van 1857 verzorgd door Karel Frederik Bombled. In 1877 verzorgde Ferdinand Carl Sierig de illustraties bij de tiende druk. Jo Spier verzorgde de illustraties voor de veertigste druk in 1939 en Karel Thole voor de editie in 1953. In 1998 verschijnt een wetenschappelijke herdruk. Tien jaar later, in 2008, verschijnt een eigentijdse hertaling van de hand van Ivo de Wijs. Daarin is de spelling gemoderniseerd, zijn (voor de moderne lezers) langdradige passages ingekort en zijn er op sommige plaatsen forse ingrepen gedaan waarbij in enkele gevallen (delen van) hoofdstukken zijn komen te vervallen. Over deze ingrepen zijn de meningen verdeeld: volgens liefhebbers zijn de moderniseringen te ingrijpend en tasten ze het oude karakter en het tijdsbeeld aan. Hieronder volgt een overzicht van alle in druk verschenen edities van de Camera Obscura.
- Haarlem: Erven F. Bohn, 1839
- Haarlem: Erven F. Bohn, 1840 (2e druk).
- Haarlem: Erven F. Bohn, 1851 (3e druk).
- Haarlem: Erven F. Bohn, 1854 (4e druk).
- Haarlem: Erven F. Bohn, 1858 (5e druk).
- Haarlem: Erven F. Bohn, 1864 (6e druk).
- Haarlem: Erven F. Bohn, 1874 (9e herziene druk).
- Haarlem: Erven F. Bohn, 1877 (11e druk)
- Haarlem: Erven F. Bohn, 1880 (12e druk).
- Haarlem: Erven F. Bohn, 1880 (13e druk).
- Haarlem: Erven F. Bohn, 1884 (15e met zorg herziene druk (prachtuitgaaf)).
- Haarlem: Erven F. Bohn, 1886 (16e druk, volksuitgaaf).
- Haarlem: Erven F. Bohn, 1888 (17e druk, prachtuitgaaf. Met Ets naar teekening van Ch. Rochussen).
- Haarlem: Erven F. Bohn, 1891 (18e druk, volksuitgaaf).
- Haarlem: Erven F. Bohn, 1884 (Geïllustreerd door F. Carl Sierig. Nieuwe goedkope uitgaaf. Met ongeveer 200 houtgravures tusschen den tekst en 20 grote platen).
- Haarlem: De Erven F. Bohn, 1896 (19e met zorg herziene druk, volksuitgaaf. Met portret van den schrijver (1837)).
- Haarlem: De Erven F. Bohn, 1900 (20e druk).
- Haarlem: De Erven F. Bohn, 1901 (21 met zorg herziene druk. Met lithographisch portret van den schrijver (1901) door H.J. van Haverman).
- Haarlem: De Erven F. Bohn, 1903 (22e druk, volksuitgave).
- Haarlem: De Erven F. Bohn, 1904 (23e druk, volksuitgave).
- Haarlem: De Erven F. Bohn, 1906 (24e druk, volksuitgave).
- Haarlem: De Erven F. Bohn, 1909 (25e druk, met uitspraak van H.M. de Koningin-moeder en een honderdtal autoriteiten).
- Haarlem: De Erven F. Bohn, 1911 (22e druk, volksuitgave).
- Haarlem: De Erven F. Bohn, 1914 (27e druk).
- Haarlem: De Erven F. Bohn, 1915 (28e druk, volksuitgave).
- Haarlem: Erven F. Bohn, 1917 (29e druk, volksuitgaaf).
- Haarlem: Erven F. Bohn, 1919 (30e druk, volksuitgaaf).
- Haarlem: Erven F. Bohn, 1920 (31e druk, met noten van J. Acket, schooluitgaaf).
- Haarlem: Erven F. Bohn, 1921 (32e druk, volksuitgaaf).
- Haarlem: Erven F. Bohn, 1924 (33e druk, prachtuitgaaf).
- Haarlem: Erven F. Bohn, [z.j.] (34e druk, met noten van J. Acket, schooluitgaaf).
- Haarlem: Erven F. Bohn, [z.j.] (35e druk, volksuitgaaf).
- Haarlem: Erven F. Bohn, 1928 (36e druk, met noten van J. Acket, schooluitgaaf).
- Haarlem: Erven F. Bohn, 1935 (38e druk, met noten van J. Acket, schooluitgaaf).
- Pretoria (Amsterdam): J.H. de Bussy, 1932 (uitgegeven met een inleiding en aanteekeningen van G. Dekker (Uit die Dietsche boord). Onder redaksie van Th. Le Roux en G. Dekker).
- Kaapstad: H.A.U.M. v.h. J. Dusseau&Co, 1932 (uitgegeven met een inleiding en aanteekeningen van G. Dekker (Uit die Dietsche boord). Onder redaksie van Th. Le Roux en G. Dekker).
- Haarlem: Erven F. Bohn, 1939 (39e druk, kleine jubileum-editie).
- Haarlem: Erven F. Bohn, 1939 (40e druk, grote jubileum-editie).
- Haarlem: Erven F. Bohn, 1940 (41e druk, met 100 teekeningen van Jo Spier).
- Haarlem: Erven F. Bohn, 1942 (42e druk, goedkope uitgave).
- Haarlem: Erven F. Bohn, 1942 (43e druk, met noten van J.M. Acket).
- Haarlem: Erven F. Bohn, 1943 (44e druk. Schooluitgaaf met noten van J.M. Acket. Gewijzigd en aangevuld door P.H. Schröder).
- Haarlem: Erven F. Bohn, 1943 (45e goedkope druk).
- Haarlem: Erven F. Bohn, 1947 (48e goedkope druk).
- Haarlem: Erven F. Bohn, 1947 (49e goedkope druk).
- Haarlem: Erven F. Bohn, 1949 (50e druk, met illustraties naar teekeningen van Jo Spier).
- Haarlem: Erven F. Bohn, 1952 (51e druk).
- Haarlem: Erven F. Bohn, 1953 (52e druk).
- Haarlem: Erven F. Bohn, 1953 (53e druk).
- Utrecht: Het Spectrum, 1953 (naar de laatste door de auteur geziene uitgave. Met illustraties van Karel Thole).
- Utrecht: Het Spectrum, 1954 (2e druk, naar de laatste door de auteur geziene uitgave. Met illustraties van Karel Thole).
- Utrecht: Het Spectrum, 1954 (3e druk, naar de laatste door de auteur geziene uitgave. Met illustraties van Karel Thole).
- Utrecht: Het Spectrum, [1957] (naar de laatste door de auteur geziene uitgave. Met illustraties van Karel Thole).
- Utrecht: Het Spectrum, [1958] (naar de laatste door de auteur geziene uitgave. Met illustraties van Karel Thole).
- Utrecht: Het Spectrum, [1959] (naar de laatste door de auteur geziene uitgave. Met illustraties van Karel Thole).
- Utrecht: Het Spectrum, [1960] (naar de 3e uitgave van 1851, met illustraties van Karel Thole).
- Haarlem: Erven F. Bohn, [1961] (54e druk, met illustraties naar teekeningen van Jo Spier).
- Utrecht: Het Spectrum, [1962] (9e druk, naar de 3e uitgave van 1851, met illustraties van Karel Thole).
- Utrecht: Het Spectrum, [1962] (10e druk, naar de 3e uitgave van 1851, met illustraties van Karel Thole).
- Utrecht: Het Spectrum, [1964] (11e druk, naar de 3e uitgave van 1851, met illustraties van Karel Thole).
- Utrecht: Het Spectrum, [1965] (12e druk, naar de 3e uitgave van 1851, met illustraties van Karel Thole).
- ’s-Gravenhage: Nederlandsche Boekenclub (Prinse vinkenpark 2), [1966] (met illustraties van C.A.B. Bantziger).
- Utrecht: Het Spectrum, [1967] (1e druk, naar de 3e uitgave van 1851, met illustraties van Karel Thole).
- Amsterdam: Van Oorschot, [1968] ([voorwoord door R. Nieuwenhuys] naar de 3e vermeerderde druk van 1851).
- Utrecht: Het Spectrum, [1969] (2e druk, naar de 3e uitgave van 1851, met illustraties van Karel Thole).
- Utrecht: Het Spectrum, 1973-1975 ([15e-]16e druk, naar de 3e uitgave van 1851, met illustraties van Karel Thole).
- Amsterdam: Amsterdamse Boekhandel, 1976 (nieuwe goedkope uitgave, geïllustreerd door F. Carl Sierig).
- Amsterdam: Elsevier, 1978 (ingeleid door H. Mol).
- Utrecht: Het Spectrum, 1978 (17e druk, naar de 3e uitgave van 1851, met illustraties van Karel Thole).
- Lisse: REBO, 1988 (geïllustreerd door Ben Horsthuis).
- Amsterdam: Readers Digest, 1991 (geïllustreerd met tekeningen van Jo Spier).
- Amsterdam: Athenaeum-Polak&Van Gennep, 1998 (bezorgd door Willem van den Berg…[et al.]).
- Hoorn: Hoogland & Van Klaveren, 2008 (bewerkt door Ivo de Wijs).

## Nalatenschap
- In de Haarlemmerhout werd op 1 juni 1962 het Hildebrandmonument onthuld van de beeldhouwer Jan Bronner. Personages als Pieter Stastok, Van der Hoogen, Robertus Nurks, grootmoeder Kegge, Buikje, Keesje het Diakenhuismannetje, Teun de Jager en Suzette Noiret omringen de hoofdpersoon Hildebrand. Van een aantal van die beelden werden afgietsels gemaakt die elders in het land werden geplaatst, zoals Keesje, het diakenhuismannetje in het Siegerpark, Amsterdam
- Ter gelegenheid van het vijftigjarig jubileum van dit monument publiceerde Bies van Ede op 2 juni 2012 het boek Beelden uit de Camera Obscura met gedichten en een essay, begeleid door tekeningen van Eric J. Coolen.
- Grootmoeder Kegge was een radiohoorspel gebaseerd op een verhaal.

## Trivia
- In Camera Obscura komt café De Geleerde Man voor, dat als restaurant De Oude Geleerde Man tot rond 1991 heeft bestaan en in Bennebroek gevestigd was.
- Mooie Keetje was een van de personen die in het boek voorkwam.